# 萩野村 (福井県)
萩野村（はぎのむら）は福井県丹生郡にあった村。現在の越前町の中部、織田市街の北方一帯にあたる。

## 地理
- 山岳：六所山

## 歴史
- 1889年（明治22年）4月1日 - 町村制の施行により、細野村、山田村、赤井谷村、桜谷村、岩倉村、笹川村、入尾村、笈松村及び茗荷村の区域をもって、萩野村が発足する。
- 1951年（昭和26年）4月1日 - 織田村、萩野村及び常磐村の区域の内、大字上戸の区域が合併して、改めて織田村が発足する。